# Axel Gustaf Wachtmeister
Axel Gustaf Wachtmeister af Björkö, född 12 juli 1688 i Rystads församling, Östergötlands län, död 8 januari 1751 i Östra Eds församling, Kalmar län, var en svensk friherre, överstelöjtnant och målare.

## Biografi
Axel Gustaf Wachtmeister af Björkö föddes 1688 på Tuna i Rystads församling. Han var son till generallöjtnanten Bleckert Wachtmeister och Barbara Christina Wolff. Wachtmeister blev 1705 förare vid Livgardet, 1705 fältväbel och 21 juli 1706 fänrik. Han blev i mars 1708 regementskvartermästare vid Östgöta kavalleriregemente och 5 demceber 1708 ryttmästare. Wachtmeister fick 20 april 1722 majors karaktär och fick 23 december 1741 överstelöjtnants avsked. Han utnämndes 7 november 1748 till riddare av Svärdsorden. Wachtmeister avled 1751 på Vindö.
Under sin tid som krigsfånge i Kazan 1709–1722 bedrev han självstudier i målning och när han återkom till Sverige fick han ytterligare handledning av Johan Stålbom. Hans konst består huvudsakligen av porträtt med medlemmar från släkten Wachtmeister utförda i olja. 

### Egendom
Wachtmeister ägde Rotenberg i Östra Stenby socken och Vindö i Östra Eds socken.

### Familj
Wachtmeister gifte sig 30 oktober 1730 med grevinnan Magdalena Sofia Wachtmeister af Johannishus (1715–1750), dotter till amiralen och amiralitetsrådet greve Hans Wachtmeister af Johannishus och grevinnan Ulrika Magdalena Stenbock. De fick tillsammans barnen Barbara Ulrika Henrietta Wachtmeister (1734–1797), Bleckert Wachtmeister (1735–1736), Eva Magdalena Wachtmeister (1736–1738), Sofia Lovisa Wachtmeister (1738–1739), Hedvig Eleonora Wachtmeister (1739–1806) som var gift med riksrådet greve Melker Falkenberg af Bålby, greve Carl Adam Wachtmeister (1740–1820), Bleckert Gustaf Wachtmeister (1741–1742), Agneta Gustava Wachtmeister (1742–1770) som var gift med majoren Lars Wahlfelt, Charlotta Wachtmeister (1743–1791) som var gift med översten greve Johan Reinhold Wrangel af Sauss, översten Axel Vilhelm Wachtmeister (1745–1795), Anna Magdalena Wachtmeister (1746–1782) som var gift med landshövdingen greve Fredrik Georg Strömfelt, Sofia Lovisa Wachtmeister (1747–1812) som var gift med kaptenen Svante Wahlfelt och Hans Wachtmeister (1750–1750).